# Егорьевка (Абдулинский район)
Егорьевка — село в Абдулинском городском округе Оренбургской области России.

## География
Село находится в северо-западной части Оренбургской области, в лесостепной зоне, в пределах южной окраины Бугульминско-Белебеевской возвышенности, на правом берегу реки Каратай-Садак, на расстоянии примерно 24 километров (по прямой) к юго-востоку от города Абдулино, административного центра района. Абсолютная высота — 221 метр над уровнем моря.
Климат
Климат характеризуется как континентальный с суровой зимой (морозы ниже −30 °C) и жарким летом. Средняя температура воздуха самого тёплого месяца (июля) — 19-22 °C. Среднегодовое количество атмосферных осадков составляет 420 мм. Около 60—70 % годового количества осадков выпадает в течение тёплого периода. Снежный покров держится в среднем около 150 дней в году.

## История
До 1 января 2016 года село входило в состав Емантаевского сельсовета.

## Население
| 2010 |
| ---- |
| 162  |

Гендерный состав
По данным Всероссийской переписи населения 2010 года в гендерной структуре населения мужчины составляли 43,8 %, женщины — соответственно 56,2 %.
Национальный состав
Согласно результатам переписи 2002 года, в национальной структуре населения русские составляли 89 % из 286 чел.

## Инфраструктура
Действуют основная школа, фельдшерско-акушерский пункт, центр досуга (учреждение культуры) и библиотека.

## Улицы
Уличная сеть села состоит из трёх улиц:
- ул. Заречная
- ул. Молодёжная
- ул. Центральная